# Bob Wise

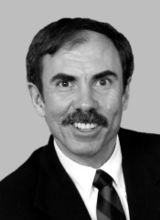
Bob Wise

Robert Ellsworth „Bob“ Wise Jr. (* 6. Januar 1948 in Washington, D.C.) ist ein US-amerikanischer Politiker der Demokratischen Partei. Er war von 1983 bis 2001 Abgeordneter im US-Repräsentantenhaus für den Bundesstaat West Virginia, sowie von 2001 bis 2005 dessen 33. Gouverneur.

## Frühe Jahre und politischer Aufstieg
Bob Wise besuchte bis 1970 die Duke University in North Carolina und studierte anschließend an der Tulane University in New Orleans Jura. Nachdem er 1975 als Anwalt zugelassen worden war, begann er in West Virginias Hauptstadt Charleston zu praktizieren. Zwischen 1980 und 1982 gehörte Wise dem Senat von West Virginia an. Als Mitglied der Demokratischen Partei vertrat er in den Jahren 1983 bis 2001 seinen Heimatstaat im US-Repräsentantenhaus in Washington. Dort folgte ihm nach seinem Ausscheiden Nick Joe Rahall. Danach nominierte ihn die Partei im Jahr 2000 zu ihrem Spitzenkandidaten für die anstehende Gouverneurswahl. Diese Wahl gewann Wise mit 51 % der Wählerstimmen gegen den Amtsinhaber Cecil H. Underwood, der auf 47 % der Stimmen kam.

## Gouverneur von West Virginia
Wise trat seine vierjährige Amtszeit am 15. Januar 2001 an. Er musste sich zunächst mit wirtschaftlichen Problemen auseinandersetzen. Diese verschärften sich in den Monaten nach den Terroranschlägen vom 11. September 2001. Wise schaffte es, die Krise zu überwinden, indem er mit Hilfe von Steueranreizen und Verbesserungen bei der Infrastruktur neue Firmen anlockte. Gouverneur Wise förderte auch das Schulwesen seines Landes. Mit Hilfe eines Stipendienprogramms wurden Anreize für Schüler und Studenten geschaffen, ihre Ausbildung in West Virginia zu absolvieren, anstatt auswärtige Bildungsanstalten zu besuchen. Im medizinischen Bereich gab es ein ähnliches Verfahren für Ärzte. Diese wurden mit staatlichen Anreizen zur Ansiedlung in West Virginia ermutigt. Eine Steuer auf Tabakwaren sollte dem Gesundheitshaushalt zugutekommen.
Im Jahr 2003 berichtete die Presse von einer außerehelichen Affäre des Gouverneurs. Obwohl dies keine negative Auswirkungen auf seine Amtsführung hatte und ihm auch seine Familie verzieh, kostete sie ihn im Jahr 2004 die Wiederwahl. Er wollte ursprünglich in diesem Jahr erneut kandidieren, verzichtete aber darauf, nachdem er selbst in der eigenen Partei wegen dieser Affäre auf Widerstand gestoßen war.

## Weiterer Lebenslauf
Heute lebt Wise in Washington. Er ist Präsident der „Alliance for Excellent Education“, einer ehrenamtlichen Vereinigung zur Förderung der Schulbildung. Er lebt noch immer mit seiner Frau Sandy zusammen. Das Paar hat zwei Kinder.